# ミート・ザ・ビートルズ
『ミート・ザ・ビートルズ』（Meet The Beatles!）は、1964年1月にアメリカ合衆国で発売されたビートルズの2作目のアルバムである。

## 解説
『ミート・ザ・ビートルズ』は、キャピトル・レコードにおけるファースト・アルバムである。ファースト・アルバム『プリーズ・プリーズ・ミー』のアメリカにおける販売権はヴィージェイ・レコードが保有していたため、本作は『ウィズ・ザ・ビートルズ』収録曲を中心に編集された。ジャケット写真も同作のものに青みを持たせたものとなっている。
大ヒットした「抱きしめたい」を1曲目に据え、イギリス盤とは違った編集を施した初期の12曲が収録されている。アルバムの販売枚数を伸ばすためにヒットしたシングル曲は直後のアルバムに収録したり、アルバムの収録曲を12曲程度に留めるといったアメリカ音楽業界独自の通例、またアルバム数を増やし、更なる売上を得るという営業方針に基づき、キャピトルはビートルズのオリジナル・アルバムを独自に編集し続けた。こうした措置は1966年の『リボルバー』まで続けられた。しかし、ビートルズのメンバーが編集措置に対し不満を抱いていたため、『サージェント・ペパーズ・ロンリー・ハーツ・クラブ・バンド』で初めて英米統一が図られた。
『ウィズ・ザ・ビートルズ』収録の全14曲中、本作未収録の5曲は、1964年4月発売の『ザ・ビートルズ・セカンド・アルバム』に収録された。
ビートルズの本格的なアメリカ・デビュー・アルバムであるため、アメリカの聴衆にとっては非常に思い入れ深いアルバムであった。『ビルボード』誌アルバム･チャート（Billboard 200）では11週連続第1位を獲得し、1964年度年間ランキングでは第8位、そして、1965年度年間ランキング31位を記録している。また『キャッシュボックス』誌でも11週連続第1位を獲得し、こちらでは1964年度年間ランキング第1位に輝いている。アメリカだけで500万枚以上の売上を記録しており、アメリカレコード協会によってプラチナ認定されている。ビートルズのイギリス盤アルバムがCD化された際、アメリカ編集盤は廃盤になったが、2004年にボックスセットとして発売された『The Capitol Albums Vol.1』においてモノラルとステレオ両方が初CD化された。
ローリング・ストーンの選ぶオールタイム・ベストアルバム500において59位にランクインしている。

## 収録曲
特筆がないものは、英国盤公式オリジナルアルバム『ウィズ・ザ・ビートルズ』からの収録。また作詞作曲について、特記のないものはレノン＝マッカートニーによるもの。
| #         | タイトル                                                             | 作詞・作曲 | リード・ボーカル                                         | 時間  |
| --------- | -------------------------------------------------------------------- | ---------- | -------------------------------------------------------- | ----- |
| 1.        | 「抱きしめたい」(I Want to Hold Your Hand)                           |            | ジョン・レノン ポール・マッカートニー                    | 2:24  |
| 2.        | 「アイ・ソー・ハー・スタンディング・ゼア」(I Saw Her Standing There) |            | ポール・マッカートニー                                   | 2:50  |
| 3.        | 「ジス・ボーイ」(This Boy)                                           |            | ジョン・レノン ポール・マッカートニー ジョージ・ハリスン | 2:11  |
| 4.        | 「イット・ウォント・ビー・ロング」(It Won't Be Long)                 |            | ジョン・レノン                                           | 2:11  |
| 5.        | 「オール・アイヴ・ゴット・トゥ・ドゥ」(All I've Got to Do)           |            | ジョン・レノン                                           | 2:02  |
| 6.        | 「オール・マイ・ラヴィング」(All My Loving)                          |            | ポール・マッカートニー                                   | 2:07  |
| 合計時間: | 合計時間:                                                            | 合計時間:  | 合計時間:                                                | 13:45 |

| #         | タイトル                                                | 作詞・作曲             | リード・ボーカル                      | 時間  |
| --------- | ------------------------------------------------------- | ---------------------- | ------------------------------------- | ----- |
| 1.        | 「ドント・バザー・ミー」(Don't Bother Me)               | ジョージ・ハリスン     | ジョージ・ハリスン                    | 2:28  |
| 2.        | 「リトル・チャイルド」(Little Child)                    |                        | ジョン・レノン ポール・マッカートニー | 1:46  |
| 3.        | 「ティル・ゼア・ウォズ・ユー」(Till There Was You)      | メレディス・ウィルソン | ポール・マッカートニー                | 2:14  |
| 4.        | 「ホールド・ミー・タイト」(Hold Me Tight)               |                        | ポール・マッカートニー                | 2:32  |
| 5.        | 「アイ・ウォナ・ビー・ユア・マン」(I Wanna Be Your Man) |                        | リンゴ・スター                        | 1:59  |
| 6.        | 「ナット・ア・セカンド・タイム」(Not a Second Time)     |                        | ジョン・レノン                        | 2:07  |
| 合計時間: | 合計時間:                                               | 合計時間:              | 合計時間:                             | 13:06 |

## クレジット
ビートルズ
- ジョン・レノン - リード・ボーカル、バッキング・ボーカル、リズムギター、アコースティック・ギター、ハンドクラップ、ハーモニカ（「リトル・チャイルド」）、クラシック・ギター（「ティル・ゼア・ウォズ・ユー」）、タンブリン（「ドント・バザー・ミー」）
- ポール・マッカートニー - リード・ボーカル、バッキング・ボーカル、ベースギター、ハンドクラップ、ピアノ（「リトル・チャイルド」）、クラベス（「ドント・バザー・ミー」）
- ジョージ・ハリスン - リード・ボーカル、バッキング・ボーカル、リードギター、アコースティック・ギター、ハンドクラップ、クラシック・ギター（「ティル・ゼア・ウォズ・ユー」）
- リンゴ・スター - ドラム、タンバリン、マラカス、リード・ボーカル（「アイ・ウォナ・ビー・ユア・マン」）、ボンゴ（「ティル・ゼア・ウォズ・ユー」「ドント・バザー・ミー」）

外部ミュージシャン・スタッフ
- ジョージ・マーティン - プロデュース、ミキサー、編曲、オルガン（「アイ・ウォナ・ビー・ユア・マン」）、ピアノ（「ナット・ア・セカンド・タイム」）

## チャート成績・認定

### チャート成績
| チャート (1964年)    | 最高位 |
| -------------------- | ------ |
| US Billboard Top LPs | 1      |

### 認定
| 国/地域                    | 認定        | 認定/売上数 |
| -------------------------- | ----------- | ----------- |
| カナダ (Music Canada)      | Platinum    | 100,000^    |
| アメリカ合衆国 (RIAA)      | 5× Platinum | 5,000,000^  |
| ^ 認定のみに基づく出荷枚数 |             |             |